# طريق الشبح (رواية)
طريق الشبح (بالإنجليزية:  The Ghost Road )‏ هي رواية حرب للكاتبة الإنجليزية بات باركر، نُشرت لأول مرة في عام 1995 وفازت بجائزة بوكر الأدبية. الجزء الثالث من ثلاثية تتبع خطوات ضباط الجيش البريطاني الذين أصيبوا بالصدمة في نهاية الحرب العالمية الأولى.
تركّز باركر على التشوّه الذي أعاد من الحرب أشخاصاً يختلفون عن الذين ذهبوا إليها. رجال بلا عيون، فم، فك، انف، بوجنات ممزقة يخرج اللسان منها. تُرقّع الوجوه ويُرسل أصحابها إلى البيت بحياة جديدة. تُرفض الرقع غالباً، ويخضع جندي لـ23 عملية ترميم. كان هنري تونكس جراحاً تحوّل فناناً، ورسم الوجوه قبل العمليات وبعدها. تعتمده باركر شخصية، وتذكر موقعاً إلكترونياً يمكن رؤية رسومه فيه. تفصّل أهوال الحرب لدى المقاتلين والمدنيين. فضّل جنود شبان إطلاق النار على أنفسهم بدلاً من الاستمرار في القتال، لكنهم أجبروا عليه مع ذلك. زحف الجنود عبر الحقول لنجدة زملاء قتلى أو جرحى. عانوا من صقيع الخنادق، الأمراض، الخوف، القمل، وشهد أهلهم تعرّض الألمان بينهم للاضطهاد والإذلال والسجن. استوحت الكاتبة عنوان الرواية من«غرفة جاكوبي» لفرجينيا وولف التي صدرت في 1922 بعد وفاة شقيقها توبي شاباً. نالت جائزة بوكر في 1995 من«طريق الشبح»، آخر أجزاء ثلاثية«انبعاث».